# Coulombiers (Vienne)
Coulombiers település Franciaországban, Vienne megyében. Lakosainak száma 1143 fő (2022. január 1.). Coulombiers Béruges, Cloué, Fontaine-le-Comte, Lusignan, Marçay és Boivre-la-Vallée községekkel határos.

## Népesség
A település népességének változása:
| Lakosok száma | 1123 | 1149 | 1173 | 1164 | 1134 | 1132 | 1131 | 1136 | 1143 |
|               | 2013 | 2015 | 2016 | 2017 | 2018 | 2019 | 2020 | 2021 | 2022 |